# Matalasaari (ö i Norra Österbotten, Koillismaa, lat 65,96, long 29,66)
Matalasaari är en ö i Finland. Den ligger i sjön Piiksiselkä och i kommunen Kuusamo i den ekonomiska regionen  Koillismaa ekonomiska region  och landskapet Norra Österbotten, i den nordöstra delen av landet, 700 km norr om huvudstaden Helsingfors. Öns area är 44,9 hektar och dess största längd är 1,4 kilometer i öst-västlig riktning.